# 1950 (Amedeo Minghi)
1950 è il terzo album in studio del cantautore italiano Amedeo Minghi, pubblicato nel 1983 dalla It.

## Descrizione
Pur non avendo ottenuto successo al momento della pubblicazione, questo disco contiene alcune tra le più note canzoni di Minghi, spesso riproposte in seguito in album dal vivo, come Sottomarino, St. Michel, La casa lungo il Tevere ma soprattutto la title track, presentata al Festival di Sanremo 1983 con scarso successo.
I testi delle canzoni sono di Gaio Chiocchio, mentre le musiche sono di Amedeo Minghi, tranne che per la canzone Flash Back, composta da Alfredo Giannetti per il testo e da Carlo Esposito, Mario Torosantucci e Giorgio Chierchiè per la musica. Il brano, sigla dello sceneggiato televisivo All'ombra della grande quercia, viene anche pubblicato su 45 giri (sul retro un tema musicale con lo stesso titolo dello sceneggiato, scritto da Esposito).
Ciaccona è ispirata alla musica di una Ciaccona in re minore di Johann Sebastian Bach, che Minghi aveva già utilizzato l'anno precedente collaborando con Mario Castelnuovo, Goran Kuzminac e Marco Ferradini nella scrittura della canzone Oltre il giardino. Nel brano La casa lungo il Tevere è presente una citazione musicale del brano operistico Va' pensiero del compositore Giuseppe Verdi.
L'album viene ristampato in CD agli inizi degli anni novanta dalla stessa etichetta (numero di catalogo: WD 74847).

## Tracce
Testi di Gaio Chiocchio (tranne Flash Back), musiche di Amedeo Minghi (tranne Flash Back).
Lato A
1. 1950 – 4:36
2. Sottomarino – 3:32
3. La casa lungo il Tevere – 4:44
4. Rapidi movimenti degli occhi (R.E.M.) – 5:21

Lato B
1. St. Michel – 3:51
2. Ladri di sole – 4:40
3. Ciaccona – 5:03
4. Flash Back – 4:40 (testo: Alfredo Giannetti – musica: Carlo Esposito, Mario Torosantucci, Giorgio Chierchiè)